# Totalreservat

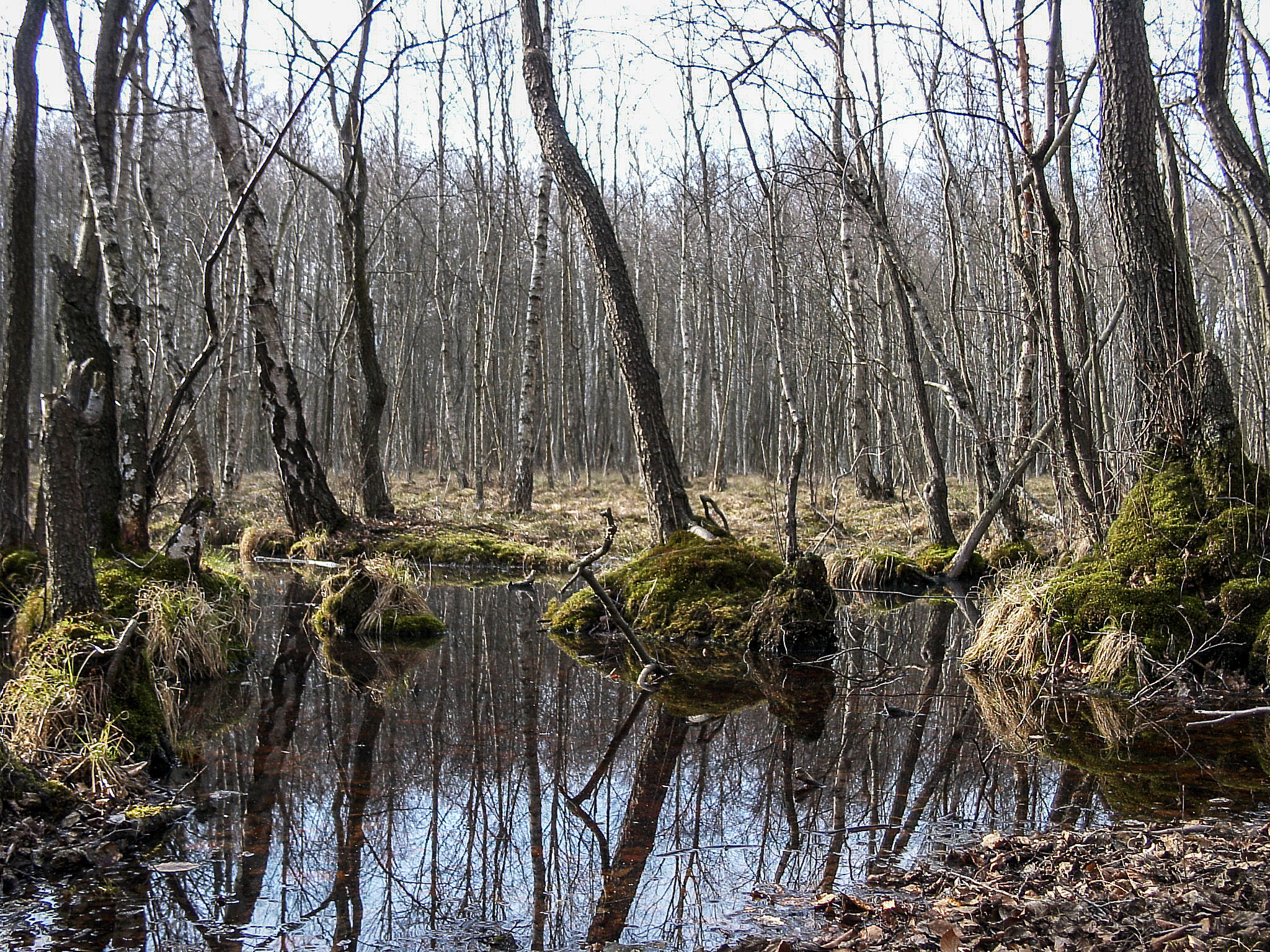
Totalreservat Plagefenn

Der Begriff Totalreservat wird bei der Kategorisierung von Schutzgebieten in Natur- und Landschaftsschutz verwendet, um Gebiete zu beschreiben, die vor menschlichen Einflüssen weitestgehend geschützt und der natürlichen Entwicklung überlassen werden sollen. Üblicherweise entsprechen die Schutzregeln für Totalreservate den von der International Union for Conservation of Nature and Natural Resources (IUCN) festgelegten Anforderungen für Schutzgebiete der Kategorien Ia und b (Strenges Naturreservat/Wildnisgebiet).
Naturschutzfachlich wird die Ausweisung von Totalreservaten dem Prozessschutz zugeordnet, da in ihnen Veränderungen durch natürliche Prozesse zugelassen werden und nicht ein bestimmter Zustand erhalten oder erreicht werden soll.

## Nationale Regelungen

### Deutschland

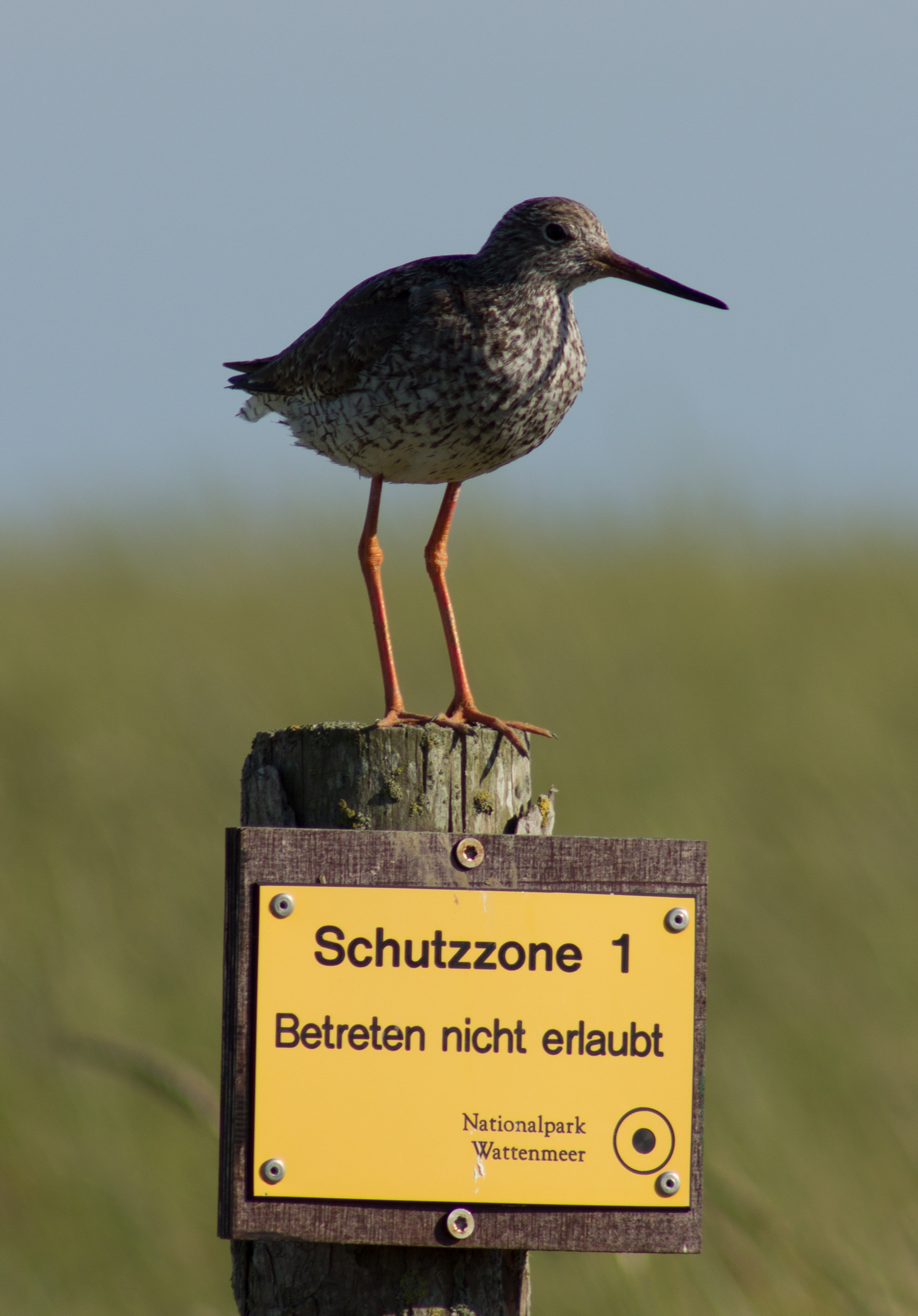

Mit wenigen Ausnahmen ist der Begriff Totalreservat in Deutschland juristisch nicht definiert; er wird lediglich in Sachsen-Anhalt, Thüringen und im fortgeltenden Recht der Deutschen Demokratischen Republik verwendet. Stattdessen werden bei der Ausweisung eines gesamten Gebiets als Totalreservat die Schutzverordnungen entsprechend ausgestaltet oder es werden bei der Ausweisung von Teilflächen Begriffe wie Kernzone, Kerngebiet oder Naturentwicklungsgebiet verwendet. Die Ausweisung von Gebieten mit weitestgehendem Ausschluss menschlicher Einflüsse wird in Deutschland in nahezu allen flächenbezogenen Schutzgebietsarten (Nationalpark, Naturschutzgebiet, Biosphärenreservat, Naturpark) praktiziert. 
Neben dem Naturschutzrecht kennen auch die Landeswaldgesetze der deutschen Bundesländer Totalreservate unter Bezeichnungen wie Naturwaldreservat, Naturwaldzelle oder Bannwald (Baden-Württemberg).

### Vereinigte Staaten
In den Vereinigten Staaten werden Totalreservate als Wilderness Area ausgewiesen.